# Le Président Haudecœur
Pour plus de détails, voir Fiche technique et Distribution.
Le Président Haudecœur est un film français réalisé par Jean Dréville, sorti en 1940.

## Synopsis
Germain Haudecœur, un magistrat psychorigide, procureur général d'Aix-en-Provence règle son existence et celle de ses proches de manière tyrannique. Son fils, un jeune homme romantique, se refuse à épouser la riche héritière que son père lui a choisie. 
Il se présente à son père pour lui annoncer qu'il veut épouser une jeune fille dont il est amoureux et qui, de plus, attend un enfant. Le fait qu'elle soit issue d'un milieu modeste suffit à Germain Haudecœur pour condamner ce mariage et bannir son fils de la maison.
Survient une charmante jeune Canadienne, locataire d'une maison appartenant au procureur, qui vient lui régler son loyer et présenter des doléances. Cette présence trouble au plus haut point le procureur...

## Fiche technique
- Titre : Le Président Haudecœur
- Réalisation : Jean Dréville
- Scénario et dialogues : Roger Ferdinand, d'après sa pièce éponyme, comédie en 4 actes représentée pour la première fois au théâtre royal de la Haye le 3 octobre 1938 et à Paris le 7 octobre 1938 sur la scène du théâtre national de l'Odéon .
- Photographie : René Gaveau
- Son : Marcel Lavoignat
- Décors : Roland Quignon
- Musique : Henri Forterre
- Montage : Raymond Leboursier
- Production : Les Films Marcel Pagnol
- Pays d'origine :  France
- Durée : 110 minutes
- Date de sortie : 
  - France : 11 avril 1940

## Distribution
- Harry Baur : le président Haudecœur
- Betty Stockfeld : Mrs. Betty Brown
- Robert Pizani : l'abbé Margot
- Georges Chamarat : Alexis
- Jean Temerson : Capet
- Jeanne Provost : Angéline Haudecœur
- Sonia Gobar : Antoinette
- Marguerite Deval : Mme Bergas-Larue
- Cecil Grane : Pierre
- Maupi : le jardinier
- André Numès fils : Brouillon